# Голос Тараса
«Голос Тараса» — радянський пропагандистський короткометражний художній фільм 1940 року про окупацію Західної України радянськими військами, знятий на кіностудії «Ленфільм».

## Сюжет
Вересень 1939 року, провінційне містечко Західної України, що є частиною Польщі. В одній з гімназій готується концерт учнів. Гімназист Міхась Корибко, українець, син прибиральниці, під впливом революційно налаштованої вчительки польки Крижановської вирішує прочитати на вечорі вірші Тараса Шевченка. На концерті серед запрошених гостей виявляється багато українців, і виступ Міхася зустрічає бурхливе схвалення. Влада і дирекція гімназії вирішують покарати Міхася і вчительку Крижанівську, і поміщають їх в карцер. Але дні панської Польщі завершуються — прибувають радянські війська, Західна Україна входить до складу СРСР.

## У ролях
- Борис Петкер —  Шевчук, директор гімназії
- Олена Карякіна —  пані Корибко
- Ксенія Тарасова —  пані Крижанівська, вчителька
- Микола Соснін —  староста
- Анатолій Кузнецов —  Гуммель
- Володимир Шитенков —  Петька Маремуха
- Анатолій Циганков —  Міхась Корибко
- Ігор Дмитрієв —  польський гімназист
- Володимир Васильєв —  Масляк
- Федір Федоровський —  танкіст

## Знімальна група
- Режисер — Володимир Фейнберг
- Сценарист — Володимир Бєляєв
- Оператор — Євген Величко
- Композитор — Валерій Желобинський
- Художники — Марія Фатєєва, Володимир Покровський